# Geocoridae

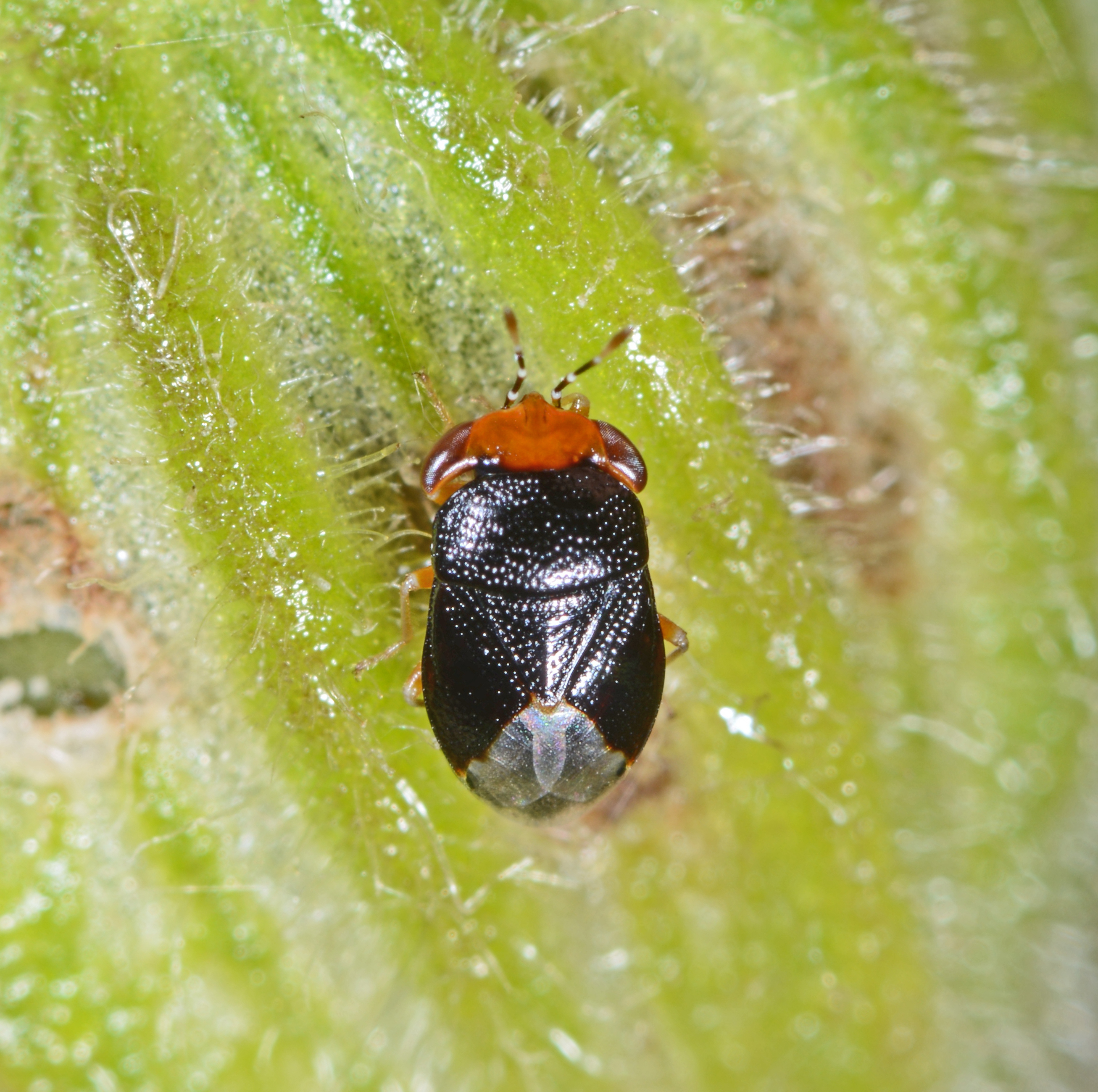
Geocoris erythrocephalus

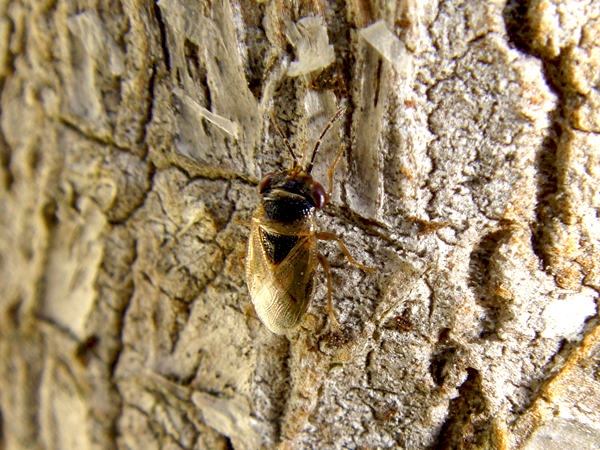
Geocoris megacephalus

Die Geocoridae sind eine Familie der Wanzen (Heteroptera) innerhalb der Teilordnung Pentatomomorpha. Sie zählte bis vor der Revision der Pentatomomorpha mit Schwerpunkt der Lygaeoidea durch Thomas J. Henry im Jahr 1997 als Unterfamilie zu den Bodenwanzen (Lygaeidae) und wurde danach in den Familienrang gestellt. Sie umfasst 26 Gattungen und etwa 280 Arten. In Europa sind 26 Arten vertreten, von denen sechs auch in Mitteleuropa auftreten. Anders als die übrigen Vertreter der Lygaeoidea ernähren sich die meisten Arten dieser Familie räuberisch. Sie sind deswegen in der Landwirtschaft von wirtschaftlicher Bedeutung und werden in der Biologischen Schädlingsbekämpfung eingesetzt.

## Merkmale
Die Wanzen dieser Familie haben entweder einen langgestreckten, langgestreckt-eiförmigen oder ovalen Körper (Geocorinae und Henestarinae), einen langgestreckt-eiförmigen Körper mit bizarren Modifikationen (Pamphantinae: Epipolopini) oder imitieren mit ihrem Aussehen das von Ameisen (Bledionotinae, Pamphantinae: Cattarini, Pamphantini). Ihre großen und auffälligen Facettenaugen sind häufig nierenförmig und bei manchen Arten gestielt. Sie sind bei vielen Arten nach hinten gerichtet und überragen oder überragen nahezu die Vorderwinkel des Pronotums bei den meisten Arten. Punktaugen (Ocelli) sind ausgebildet. Die Fühler und das Labium sind viergliedrig. Das Pronotum ist breit und trägt eine quer liegende Furche. Am Hinterleib liegen die Stigmen am zweiten bis vierten Segment dorsal, am fünften bis siebten ventral. Die Nymphen haben in der Regel am Hinterleib stark vom Seitenrand bis zu den Duftdrüsenöffnungen nach hinten gekrümmte Segmentnähte. Ihre Duftdrüsenöffnungen liegen am Hinterleib zwischen dem vierten und fünften sowie fünften und sechsten Tergum. Bei vielen Arten sind die Hemielytren verkürzt.

## Verbreitung
Die Familie ist weltweit verbreitet, hat ihren Verbreitungsschwerpunkt jedoch in der östlichen Hemisphäre. Die meisten Arten gehören der Gattung Geocoris (ca. 170 Arten) und Germalus (37 Arten) an.

## Lebensweise
Das meiste Wissen über die Lebensweise der Tiere betrifft die wirtschaftlich bedeutenden Arten der Gattung Geocoris. Anders als die übrigen Vertreter der Lygaeoidea sind sie Vertreter der Geocorinae generalistische Jäger und ernähren sich von kleinen Gliederfüßern. Sie zählen zu den wichtigsten natürlichen Schädlingsfeinden in landwirtschaftlichen Ökosystemen, wie etwa Baumwollplantagen in den USA und werden in der Biologischen Schädlingsbekämpfung eingesetzt. Es gibt jedoch einige Arten, die omnivor sind und sich neben der räuberischen Ernährung auch vom Saugen an Samen ernähren. Die Wanzen leben auf Pflanzen, wobei sich manche Arten offenbar auf bestimmte Arten spezialisiert haben.
Die Lebensweise der Vertreter abseits der Unterfamilie Geocorinae ist kaum erforscht. Sie sind vermutlich alle Pflanzenfresser und saugen an Samen. Von den Bledionotinae ist überhaupt nur bekannt, dass sie im Erdboden leben, von den Henestarinae ist bekannt, dass sie sich offenbar von Samen ernähren und auf den Pflanzen leben. Sie sind häufig an halophile Pflanzenarten gebunden. Die Pamphantinae leben auf Bäumen und sind bisher im Wesentlichen nur in den Baumkronen von neotropischen Regenwäldern gefunden worden. Über die eine australische Art, Austropamphantus woodwardi, ist nichts bekannt.

## Taxonomie und Systematik
Friedrich Wilhelm Felix von Bärensprung beschrieb 1860 die Gruppe erstmals oberhalb der Gattungsebene. Sie wurde lange Zeit als Unterfamilie der Bodenwanzen (Lygaeidae) betrachtet. Die heute aktuelle Klassifikation der Gruppe entstand 1997 nach einer Revision der Pentatomomorpha mit Schwerpunkt der Lygaeoidea durch Henry. Er reklassifizierte die Unterfamilie der Bodenwanzen und stellte sie in den Familienrang. Er betrachtet das Taxon, das gemeinsam aus den Unterfamilien Geocorinae, Bledionotinae (inklusive Pamphantini) und Henestarinae gebildet wird auf Grund der nierenförmigen Facettenaugen, der gekrümmten Segmentnähte am Hinterleib der Nymphen und den geschraubten Fortsatz am Phallus der Männchen als monophyletische Gruppe. Slater schloss sich dem 1999 im Wesentlichen an, erhob die Tribus Pamphantini jedoch in den Rang einer Unterfamilie, die neben dem nominotypischen Tribus Pamphantini auch die neu aufgestellten Tribus Cattarini und Epipolopini umfasst. Aus seiner Sicht bleibt die Stellung der Bledionotinae innerhalb der Familie zweifelhaft, er fand jedoch keine Alternative.
Die Familie umfasst nach dieser Ansicht folgende Unterfamilien und Tribus:
- Unterfamilie Geocorinae (13 Gattungen, 233 Arten; weltweit)
- Unterfamilie Pamphantinae (9 Gattungen, 45 Arten[6]; westliche Hemisphäre und eine in Australien endemische Art (Austropamphantus woodwardi))
  - Tribus Pamphantini (6 Gattungen, 22 Arten; vor allem Neotropis)
  - Tribus Cattarini (9 Arten; nördliches Südamerika)
  - Tribus Epipolopini (14 Arten; nördliches Südamerika)
- Unterfamilie Bledionotinae (1 Art (Bledionotus systellonotoides), östliches Mittelmeer bis Afghanistan)
- Unterfamilie Henestarinae (3 Gattungen, 16 Arten; vor allem Paläarktis und Afrotropis sowie eine monotypische Gattung (Coriantipus) aus Argentinien)
- Unterfamilie Australocorinae (1 Gattung Australocoris, drei Arten; Queensland, Australien). Diese Unterfamilie wurde erst 2012 neu beschrieben[7]

Folgende Arten kommen in Europa vor:
- Bledionotus systellonotoides Reuter, 1878
- Engistus boops (Dufour, 1857)
- Engistus commendatorius Puton, 1878
- Engistus exsanguis Stål, 1872
- Engistus salinus (Jakovlev, 1874)
- Geocoris acuticeps Signoret, 1881
- Geocoris arenarius (Jakovlev, 1867)
- Geocoris ater (Fabricius, 1787)
- Geocoris chloroticus Puton, 1888
- Geocoris collaris Puton, 1878
- Geocoris desertorum (Jakovlev, 1871)
- Geocoris dispar (Waga, 1839)
- Geocoris erythrocephalus (Lepeletier & Serville, 1825)
- Geocoris grylloides (Linnaeus, 1761)
- Geocoris lapponicus Zetterstedt, 1838
- Geocoris lineola (Rambur, 1839)
- Geocoris megacephalus (Rossi, 1790)
- Geocoris oschanini (Jakovlev, 1871)
- Geocoris pallidipennis (A. Costa, 1843)
- Geocoris phaeopterus (Germar, 1838)
- Geocoris pubescens (Jakovlev, 1871)
- Henestaris halophilus (Burmeister, 1835)
- Henestaris irroratus Horvath, 1892
- Henestaris laticeps (Curtis, 1836)
- Henestaris thoracicus K. Schmidt, 1939
- Stenophthalmicus fajoumensis A. Costa, 1875

## Belege